# Manuel Aguilera Gómez
Manuel Sergio del Corazón de Jesús Aguilera Gómez (Orizaba, 27 de julio de 1936-Ciudad de México,[cita requerida] 8 de octubre de 2022) fue un economista y político mexicano, miembro del Partido Revolucionario Institucional. Entre muchos cargos, fue senador y Jefe del Departamento del Distrito Federal entre 1993 y 1994. 

## Biografía
Fue licenciado en Economía egresado de la Universidad Nacional Autónoma de México (UNAM) y estudios de posgrado en la Universidad de Sussex en el Reino Unido. Fue  director de la Facultad de Economía de la Universidad Autónoma de San Luis Potosí e investigador del Centro de Estudios Monetarios para Latinoamérica.
Ha su regreso, en 1971 fue subdirector y luego director general de Estudios Económicos de la entonces Secretaría de Industria y Comercio, y luego, de 1971 a 1972 subdirector de Tabacos Mexicanos (Tabamex), este último año y por nombramiento del presidente Luis Echeverría Álvarez asume la dirección general de Tabamex, permaneciendo en dicho cargo hasta 1977. 
En el gobierno de José López Portillo, fue de 1977 a 1978, coordinador del Programa de Desarrollo Fronterio de la Secretaría de Programación y Presupuesto, y de 1978 a 1982, director general del Instituto Mexicano del Café (Inmecafé). Paralelamente, de 1980 a 1981 fue presidente del Colegio Nacional de Economistas.
En 1986, en el gobierno de Miguel de la Madrid, fue nombrado titular del Fondo Nacional de Habitaciones Populares (FONHAPO) y por tanto encabezó el programa Renovación Habitacional Popular del Distrito Federal, todo ello como consecuencia de los daños y pérdidas materiales a consecuencia del terremoto del 19 de septiembre de 1985. Estos cargos habían sido encabezados con anterioridad a Aguilera por funcionarios —como Guillermo Carrillo Arena o Roberto Eibenschutz Hartman— señalados por los damnificados como probables responsables de los derrumbes de edificios y por su trato despótico hacia ellos, degenerando en un conflicto político. En contraste, Aguilera llevó a cabo una administración mucho más sensible a los problemas de dichas personas, y logró acuerdos para solucionar los conflictos, lo que en consecuencia le generó un importante capital político en la Ciudad de México. Cercano desde entonces a Manuel Camacho Solís, y aun con su militancia y participación en las administraciones priístas, tenía una formación política de centro-izquierda. En 1988 y en medio del conflicto electoral proveniente de las denuncias de fraude electoral en las elecciones de 1988, organizó en su casa, junto con Camacho, un encuentro entre los entonces candidatos presidenciales Carlos Salinas de Gortari y Cuahtémoc Cárdenas Solórzano.
Debido a ello, en 1991 fue postulado como candidato del PRI a Senador por el Distrito Federal, logrando la victoria y siendo elegido para ejercer en las Legislaturas LV y LVI que deberían de haber concluido en 1997. El 30 de noviembre de 1993 solicitó y obtuvo licencia al cargo, pues el mismo día el presidente Carlos Salinas de Gortari lo nombró Jefe del Departamento del Distrito Federal, en sustitución de Manuel Camacho Solís, que renunció al cargo para ser secretario de Relaciones Exteriores, pero que en realidad lo hacía como consecuencia a su descuerdo en no haber sido postulado candidato del PRI a la Presidencia de México. Permaneció en el cargo hasta el 30 de noviembre de 1994 en que concluyó el gobierno de Salinas. El 15 de septiembre del mismo año, le correspondió encabezar en Palacio Nacional la ceremonia conmemorativa del Grito de Dolores, debido a que Salinas se había trasladado a conmemorarlo en la ciudad de Dolores Hidalgo.
El 1 de diciembre de 1994 el nuevo presidente, Ernesto Zedillo, lo nombró director general del Instituto de Seguridad y Servicios Sociales de los Trabajadores del Estado (ISSSTE), pernaciendo al frente de esta institución hasta el 10 de abril de 1997 en que renunció para ser líder del PRI en el Distrito Federal. En esta dirigencia, le correspondió encabezar el proceso de elección del candidato del PRI para Jefe de Gobierno, cargo que por primera ocasión sería electo y en el que triunfó Alfredo del Mazo González; que sin embargo sería derrotado por Cuauhtémoc Cárdenas en la elección constitucional. En el mismo proceso fue elegido diputado a la I Legislatura de la entonces Asamblea Legislativa del Distrito Federal, concluyendo su cargo en 2000.
Posteriormente volvió a ocupar la dirigencia del PRI en el Distrito Federal y se dedicó a actividades académicas. Falleció el 8 de octubre de 2022 a la edad de 86 años.